# كريكيت المكفوفين
الكريكيت للمكفوفين هو أحد أشكال رياضة الكريكيت المخصصة للاعبين المكفوفين وضعاف البصر. لقد تم إدارتها من قبل مجلس الكريكيت العالمي للمكفوفين [الإنجليزية] منذ عام 1996. حتى الآن، أقيمت خمس بطولات لكأس العالم للمكفوفين: نيودلهي، الهند (1998)؛ تشيناي، الهند (2002)؛ إسلام آباد، باكستان (2006)؛ كيب تاون، جنوب أفريقيا (2014)؛ والشارقة، الإمارات العربية المتحدة (2018). في عام 2012، أقيمت أول بطولة كأس العالم للمكفوفين توينتي 20 في بنغالور، الهند. تعتمد لعبة الكريكيت العمياء على الاستخدام الشائع لـ«ضربة الكنس»، من أجل توفير أقصى فرصة لضرب المضرب للكرة.

## التاريخ
تم اختراع لعبة الكريكيت للمكفوفين في ملبورن عام 1922 من قبل اثنين من عمال المصانع المكفوفين الذين ارتجلوا اللعبة باستخدام علبة صفيح تحتوي على صخور. تأسست جمعية الكريكيت للمكفوفين الفيكتورية بعد فترة وجيزة، في عام 1922، وتم بناء أول ملعب رياضي ونادي للكريكيت للمكفوفين في كويونج، ملبورن في عام 1928.
أقيمت أول مباراة اختبارية للكريكيت للمكفوفين في العالم في عام 2000 بين باكستان وجنوب أفريقيا، حيث هزمت باكستان جنوب أفريقيا بفارق 94 جولة.
فازت جنوب أفريقيا بأول بطولة عالمية في عام 1998، بعد أن هزمت باكستان في النهائيات؛ وفازت باكستان بالبطولتين التاليتين على التوالي، بعد أن هزمت جنوب أفريقيا والهند في النهائيات في عامي 2002 و2006. في عام 2014، فازت الهند بالبطولة، بعد تغلبها على باكستان الفائزة بالبطولة مرتين.

## القوانين
تعتمد قواعد لعبة الكريكيت للمكفوفين على القوانين القياسية للكريكيت مع بعض التعديلات الأساسية.
تتكون قواعد اللعب الدولية لمجلس الكريكيت العالمي للمكفوفين من 25 بندًا، وتم التصديق عليها لأول مرة في عام 2005.
يوجد إجمالي عدد 11 لاعبًا في كل فريق: أربعة لاعبين على الأقل مكفوفين تمامًا (يصنفون كـ ب 1) وثلاثة لاعبين مكفوفين جزئيًا (ب 2)، وما يصل إلى أربعة لاعبين ضعاف البصر (ب 3).
فيما يتعلق بمعدات اللعب، فإن التعديل الرئيسي هو الكرة، والتي هي أكبر بكثير من كرة الكريكيت القياسية ومليئة بمحامل كروية لتوفير إشارات مسموعة. يسمح الحجم للاعبين ضعاف البصر برؤية الكرة، كما يسمح المحتوى للاعبين المكفوفين بسماعها. كما أن الويكيت (الجذوع) أكبر أيضًا، مصنوع من أنابيب معدنية مطلية بألوان فلورية، للسماح للاعبين ضعاف البصر برؤيتها ولللاعبين المكفوفين بلمسها من أجل توجيه أنفسهم بشكل صحيح عند الضرب أو الرمي.
تنطبق تعديلات أخرى مختلفة على القواعد. تُستخدم الإشارات اللفظية على نطاق واسع من قبل الحكام واللاعبين: على وجه الخصوص، يجب على اللاعب أن يصرخ «العب!» أثناء إطلاقه للكرة. يجب على اللاعب أن يقوم بالرمي مرتين على الأقل عندما يتم رمي الكرة إلى رجل مضرب أعمى تمامًا (مرة واحدة عندما يتم رمي الكرة إلى رجل مضرب ضعيف البصر)، ولكن لا يجب أن يكون ذلك في وضع التدحرج. لا يمكن للاعبي الضرب المكفوفين تمامًا الخروج بسبب تعرضهم للضرب، ويجب التأكد من أنهم ساق قبل الويكيت [الإنجليزية] مرتين قبل الخروج. يُسمح للاعبين الذين يعانون من ضعف البصر تمامًا بالتقاط الكرة أثناء ارتدادها.

## مجلس الكريكيت العالمي للمكفوفين
تأسس مجلس الكريكيت العالمي في عام 1996 خلال اجتماع الكريكيت الدولي الذي عقد في نيودلهي، الهند في سبتمبر 1996. تم إنشاء مجلس الكريكيت العالمي للمكفوفين بهدف الترويج وإدارة لعبة الكريكيت للمكفوفين على مستوى العالم. يضم مجلس الكريكيت العالمي للمكفوفين اليوم 10 أعضاء كاملين وهم أستراليا وبنجلاديش وإنجلترا والهند ونيوزيلندا وجنوب أفريقيا وسريلانكا وباكستان وجزر الهند الغربية ونيبال. جورج أبراهام من الهند هو الرئيس المؤسس لمجلس الكريكيت العالمي للمكفوفين. تحت قيادته، أقيمت بطولة كأس العالم الأولى للكريكيت للمكفوفين في نيودلهي في نوفمبر 1998. شاركت سبع دول.
تولى بيتر دونوفان من أستراليا منصب الرئيس في عام 2004. وفي نوفمبر 2008، أعيد انتخاب جورج أبراهام رئيسًا لمجلس الأعمال العالمي.

## كأس العالم للكريكيت للمكفوفين
1998 (الفائز جنوب أفريقيا)
أُقيمت أول بطولة كأس عالم للكريكيت للمكفوفين في نيودلهي، الهند. وسُمّيت البطولة «كأس كانيشكا العالمي للكريكيت للمكفوفين»، بفضل رعاية فندق كانيشكا التابع لوزارة السياحة الهندية، وفقًا لما أفاد به مدير الإدارة آنذاك، المقدم المتقاعد سارديف سينغ من الجيش الهندي، وابنته راخي التي تطوعت للمشاركة في هذه البطولة. إضافةً إلى ذلك، تحمّل فندق كانيشكا جزءًا كبيرًا من نفقات الإقامة والفعاليات المهمة لجميع الفرق والإدارة واللاعبين. كما وفّر الفندق جناحًا للاجتماعات والإدارة للعمل من داخله. وانتهت المباراة بفوز جنوب أفريقيا على باكستان في النهائي، ووصلت الهند وأستراليا إلى نصف النهائي.
2002 (الفائز باكستان)
أقيمت بطولة كأس العالم الثانية في تشيناي، الهند، في ديسمبر. وتغلبت باكستان على جنوب أفريقيا في النهائيات.
2006 (الفائز باكستان)
أقيمت بطولة كأس العالم الثالثة في إسلام آباد، حيث هزمت باكستان الهند، بقيادة آغا شوكت علي، مؤسس مجلس الكريكيت الباكستاني للمكفوفين.
2014 (الفائز الهند)
في 7 ديسمبر 2014، هزمت الهند باكستان في المباراة النهائية في كيب تاون، جنوب أفريقيا.
2018 (الفائز الهند)
في 20 يناير 2018، هزمت الهند باكستان في المباراة النهائية في الشارقة.

### كأس العالم للكريكيت توينتي 20 للمكفوفين
الفائز لعام 2012 الهند
أقيمت أول بطولة كأس العالم للكريكيت توينتي 20 للمكفوفين في ملعب أكاديمية أديتيا [الإنجليزية] في بنغالور بالهند في عام 2012. هزمت الهند باكستان بفارق 29 جولة في المباراة النهائية.
الفائز لعام 2017 الهند
كانت بطولة العالم للكريكيت توينتي 20 للمكفوفين 2017 والمعروفة أيضًا باسم كأس العالم للكريكيت توينتي 20 للمكفوفين 2017 عبارة عن بطولة توينتي 20 دولي والتي كانت أيضًا النسخة الثانية من كأس العالم للكريكيت توينتي 20 للمكفوفين، والتي أقيمت في الهند من 30 يناير إلى 12 فبراير. هزمت الهند باكستان بفارق 9 ويكيت في المباراة النهائية لتفوز ببطولة كأس العالم للمكفوفين توينتي 20 للمرة الثانية. وشاركت في البطولة عشرة فرق هي الهند المضيفة وباكستان وسريلانكا وإنجلترا وبنجلاديش وجزر الهند الغربية وجنوب أفريقيا ونيبال وأستراليا ونيوزيلندا، حيث خاضوا 48 مباراة.
في 12 فبراير 2017، هزمت الهند باكستان في المباراة النهائية في بنغالورو، الهند.
الفائز لعام 2022 الهند
في 17 ديسمبر 2022، هزمت الهند بنجلاديش في بنغالورو، الهند.
الفائز لعام 2024 باكستان
في 3 ديسمبر 2024، فازت باكستان بكأس العالم للمكفوفين توينتي 20 2024 بفوزها على بنجلاديش بفارق 10 ويكيت في المباراة النهائية التي أقيمت في ملتان، باكستان. حققت باكستان هدفها دون أن تخسر أي ويكيت، مما ضمن لها فوزًا حاسمًا.

## المنظمات الإقليمية

### رياضة المكفوفين البريطانية
كان الأعضاء المؤسسون لمنظمة الرياضة البريطانية للمكفوفين [الإنجليزية] من لاعبي الكريكيت، والجمعية هي الهيئة الإدارية للرياضة داخل المملكة المتحدة.

### كريكيت المكفوفين في نيو ساوث ويلز
كريكيت المكفوفين في نيو ساوث ويلز (ب CNSW) هو موطن لعبة الكريكيت للمكفوفين في نيو ساوث ويلز.

### جمعية الكريكيت للمكفوفين في الهند
ابتداءً من عام 2011، حلّت جمعية الكريكيت للمكفوفين في الهند (CABI) محل جمعية الكريكيت الهندية للمكفوفين (ACBI) التي تأسست عام 1996. جورج أبراهام هو مؤسس هذه الهيئة التطوعية المسجلة. تتمثل أهدافها في استخدام الكريكيت التنافسي لتعليم المكفوفين النظر إلى الحياة بإيجابية، واكتساب الثقة بالنفس، والسعي إلى أن يكونوا فائزين لا عالة على الآخرين؛ واستخدام اللعبة كوسيلة لإيصال رسالة القدرة والموهبة إلى المجتمع. نظّمت جمعية الكريكيت الهندية للمكفوفين أول بطولتين عالميتين للكريكيت للمكفوفين في عامي 1998 و2002.
جمعية الكريكيت للمكفوفين في الهند هي الهيئة العليا التي تُنظّم وتُدير لعبة الكريكيت للمكفوفين في جميع أنحاء الهند. جمعية الكريكيت للمكفوفين في الهند هي مبادرة رياضية تابعة لمؤسسة سامارثانام لذوي الإعاقة. وهي منظمة غير ربحية مسجلة، تابعة للمجلس العالمي للكريكيت للمكفوفين. منحت حقوق استضافة أول بطولة كأس عالم توينتي 20 على الإطلاق في بنغالور في نوفمبر / ديسمبر 2012. الهدف الأساسي لجمعية الكريكيت للمكفوفين في الهند:
- نشر الوعي بين الجمهور حول قدرات ومواهب الشباب المكفوفين من خلال منصات متنوعة، وتوفير فرص لعرض مهاراتهم أمام جمهور أوسع.
- تنظيم والإشراف على جدول دوري محلي يتضمن معسكرات تدريبية وبطولات على مختلف المستويات، وإقامة جولات ثنائية وجولات خارجية.
- بناء شبكة وبنية تحتية قوية من خلال إشراك الهيئات المحلية الفاعلة ومدارس المكفوفين وغيرها من الهيئات، ووضع المبادئ التوجيهية والإشراف عليها.
- مساعدة الهيئات المحلية على تنظيم بطولات محلية لاكتشاف المواهب، وتشكيل فرق من المدربين وأخصائيي العلاج الطبيعي والمدربين والحكام وغيرهم من أفراد الفرق والإشراف عليهم.
- العمل بجد واجتهاد للحصول على الدعم والانتماء من مجلس الكريكيت الهندي ووزارة شؤون الشباب والرياضة، حكومة الهند.

### مجلس الكريكيت الباكستاني للمكفوفين
في عام 1997، وضع آغا شوكت علي الأساس لتطوير لعبة الكريكيت للمكفوفين في باكستان تحت مسمى «مجلس الكريكيت الباكستاني للمكفوفين [الإنجليزية]» (PBCC). كما مثل آغا شوكت علي، مؤسس لعبة الكريكيت للمكفوفين وروحها في باكستان، بلاده في أغسطس 1996 في المؤتمر الدولي الأول للكريكيت للمكفوفين والذي عقد في دلهي بالهند، وشاركت فيه سبع دول من جميع أنحاء العالم. يعد مجلس الكريكيت الباكستاني للمكفوفين مسجلاً ومنتسبًا إلى مجلس الكريكيت العالمي للمكفوفين وهو عضو دائم فيه. ويشارك مجلس الكريكيت الباكستاني للمكفوفين في جميع المؤتمرات الدولية وتلعب دورها عمليًا.
منذ عام 1997، تأسست العديد من الأندية المسجلة، وهي تابعة لمجلس الكريكيت الباكستاني للمكفوفين. تُمارس الكريكيت الآن بانتظام في المدارس بين المكفوفين. وتُنظم بطولات بانتظام في مختلف مدن البلاد ليتمكن المكفوفون من الالتقاء وتبادل المعلومات والاستمتاع. وتُطبق قواعد مشابهة لقواعد «كريكيت المبصرين» على الكريكيت للمكفوفين عند لعبه، وتُبذل جهود لنشر هذه الرياضة في جميع أنحاء البلاد.
في عام 2002، خصصت حكومة البنجاب 45 قناة لبناء ملعب الكريكيت ومرافقه لنادي الكريكيت البنجابي. وسيكون هذا الملعب عند اكتماله أول ملعب كريكيت يُبنى للاعبي الكريكيت المكفوفين.

### جمعية الكريكيت للمكفوفين في فيكتوريا
جمعية الكريكيت للمكفوفين في فيكتوريا (VBCA) هي موطن الكريكيت للمكفوفين في فيكتوريا. تم اختراع لعبة الكريكيت للمكفوفين في ملبورن عام 1922. تم تطوير أول ملعب رياضي ونادي في العالم للأشخاص المكفوفين في كويونج، فيكتوريا في عام 1928 ولا يزال يستخدم حتى اليوم كمقر لنادي الكريكيت الفيتنامي.
وتضم الجمعية الآن أربعة أندية تضم ما يقرب من 70 عضوًا من المكفوفين وضعاف البصر والعديد من المتطوعين.
الأندية الحالية:
- نادي بوروود للكريكيت للمكفوفين
- نادي جلينفيري ليونز للكريكيت للمكفوفين
- نادي الكريكيت المعهدي للمكفوفين
- نادي سانت بول للكريكيت للمكفوفين

يقع اتحاد الكريكيت للمكفوفين في فيكتوريا في جناح تشارلي برادلي، في الجزء الخلفي من طريق جلينفيري رقم 454، كويونغ فيكتوريا 3144 (مقابل ملعب كويونغ [الإنجليزية] للتنس). تقام المباريات في أيام السبت بعد الظهر من شهر أكتوبر إلى شهر مارس، ويرحب بالمشاهدين.
تؤدي جمعية الكريكيت للمكفوفين في فيكتوريا دورًا هامًا في المجتمع من خلال تطوير وتوفير فرص للأشخاص المكفوفين أو ضعاف البصر للاستمتاع بالمزايا الترفيهية والاجتماعية للكريكيت. بالإضافة إلى ذلك، يشارك النادي في مباريات الكريكيت ضد منافسين مبصرين، تماشيًا مع فلسفة التكامل والعمل على إزالة العوائق وعزل تأثيرات ضعف البصر.
الأهداف والأغراض المستمرة لنادي الكريكيت الفيتنامي هي كما يلي:
- لتعزيز لعبة الكريكيت للمكفوفين في فيكتوريا
- يوفر فرصًا للرياضة واللياقة البدنية والترفيه البدني للأفراد من جميع الأعمار الذين يعانون من ضعف البصر
- يهدف إلى تحسين القدرات البدنية والثقة بالنفس لدى الأفراد المكفوفين وضعاف البصر

## المسابقات الإقليمية

### أستراليا
تُلعب لعبة الكريكيت للمكفوفين على نطاق واسع في أستراليا، حيث تلعب الفرق مباريات منتظمة في ولايات كوينزلاند، ونيو ساوث ويلز، وفيكتوريا، وجنوب أستراليا، وغرب أستراليا، بالإضافة إلى إقليم العاصمة الأسترالية. تلتقي فرق الكريكيت الحكومية كل عامين للمشاركة في بطولة الكريكيت الأسترالية للمكفوفين. أقيمت بطولة الكريكيت الوطنية الحادية والثلاثين للمكفوفين في كوينزلاند في عام 2012.

### إنجلترا ضد أستراليا
أقيمت أول مسابقة للكريكيت للمكفوفين «آشز» في إنجلترا في أغسطس 2004. أقيمت خمس مباريات لمدة يوم واحد، وفازت إنجلترا ببطولة أشيز بثلاث مباريات مقابل مباراتين. أقيمت سلسلة من خمس مباريات إياب في سيدني، أستراليا، في ديسمبر 2008، مما أدى إلى فوز مثير للجدل بنتيجة 3–0 لصالح إنجلترا. فازت أستراليا في مسابقة عام 2012 ولكن إنجلترا استعادت السيطرة في عام 2016.

### الهند
مؤسسة سامارثانام للمعاقين وجمعية الكريكيت للمكفوفين في الهند (تنظم جمعية الكريكيت للمكفوفين في الهند بطولات الكريكيت على المستوى المحلي والإقليمي والوطني والدولي للمكفوفين. يتم تنظيم بطولات الكريكيت على مستوى الولاية لاختيار أفضل فريق ولاية للمشاركة في مناطقهم الخاصة (الشمال والشرق والغرب والجنوب). يتم تنظيم المباريات الإقليمية من قبل سامارثانام وجمعية الكريكيت للمكفوفين في الهند من خلال تحديد الشركاء المحليين، بما في ذلك الهيئات الخاصة والحكومية التابعة للمنظمين، والتي تقدم دعمها للبطولة. ويخوض الفائزون في مباريات المناطق مباريات دوري للتأهل إلى النهائيات.

### باكستان
أُقيمت أول مباراة رسمية للمكفوفين في كراتشي عام 1978 بين فريقي لاهور ومدرسة إيدا ريو بكراتشي. وخلال هذه الفترة، أُقيمت عدة مباريات على مستوى المدارس. وقد نظم مجلس الكريكيت الباكستاني للمكفوفين ثماني (8) بطولات وطنية رئيسية، بالإضافة إلى بطولتين للويكيت المزدوج منذ تأسيسها عام 1997.

### جنوب إفريقيا
كريكيت جنوب أفريقيا للمكفوفين هي الهيئة الإدارية للكريكيت للمكفوفين في جنوب أفريقيا. تأسست عام 2008 بهدف تعزيز وتطوير رياضة الكريكيت للمكفوفين وضعاف البصر في البلاد.
تشرف المنظمة على الأنشطة الإقليمية في جميع أنحاء البلاد، بما في ذلك غوتنغ، وكوازولو ناتال، وكيب الغربية، وولاية فري ستيت. تشمل هذه الأنشطة الإقليمية الدوريات والبطولات وبرامج التدريب للاعبي الكريكيت للمكفوفين وضعاف البصر.
شهدت رياضة الكريكيت للمكفوفين في جنوب أفريقيا نموًا ملحوظًا منذ تأسيس كريكيت المكفوفين في جنوب أفريقيا، مع تزايد أعداد اللاعبين والفرق المشاركة في المسابقات الإقليمية والوطنية. كما أقامت المنظمة شراكات مع هيئات الكريكيت الأخرى، بما في ذلك كريكيت جنوب أفريقيا، لتعزيز هذه الرياضة.
بالإضافة إلى أنشطتها الإقليمية، شاركت كريكيت المكفوفين في جنوب أفريقيا أيضًا في بطولات الكريكيت الدولية للمكفوفين، بما في ذلك كأس العالم للكريكيت توينتي 20 للمكفوفين. حقق منتخب جنوب أفريقيا الوطني للكريكيت للمكفوفين نجاحًا في هذه المسابقات، حيث وصل إلى الدور نصف النهائي من النسخة الثالثة من كأس العالم للكريكيت توينتي 20 للمكفوفين التي أقيمت في الهند عام 2022.

### المملكة المتحدة
يتم إجراء ثلاث مسابقات محلية: دوري بي سي إي دبليو للكريكيت المكون من قسمين، والذي يعتمد على مباريات الأدوار الفردية التي يتم لعبها في جميع أنحاء البلاد طوال موسم الكريكيت. وكأس خروج المغلوب الوطني لنادي نادي بي بي إس الابتدائي، وهي مسابقة خروج المغلوب لمباريات محدودة؛ ومسابقة كأس خروج المغلوب بتنسيق توينتي 20.

## وصلات خارجية
- مجلس الكريكيت العالمي للمكفوفين